# Junction City (Kentucky)
Junction City è un comune degli Stati Uniti d'America, situato nello Stato del Kentucky, nella Contea di Boyle.